# Église Saint-Vincent d'Evere
Pour les articles homonymes, voir Église Saint-Vincent.
L’église Saint-Vincent (en néerlandais : Sint-Vincentiuskerk) est un édifice religieux situé place Saint-Vincent à Evere en Belgique. Son origine serait un oratoire établi par Landry de Soignies vers 675 qu'il consacre à son père saint Vincent.
Entièrement en style roman supérieur, sa partie la plus ancienne — la tour — fut bâtie entre le XIIe et le XIIIe siècle. Jusqu'en 1906, elle fut le seul lieu de culte de la commune.

## Historique
L’église Saint-Vincent fut bâtie sur un site qu’occupait une tour remontant au plus tard du XIIIe siècle et qui fut intégrée au narthex du nouvel édifice.

« Bâtie en grès de la région, l’église Saint-Vincent est, dans son élégante simplicité, un bel exemple d’architecture religieuse rurale brabançonne. Profondément transformée au début du XVIIIe siècle, agrandie au milieu du siècle suivant, l’église fut restaurée après la seconde guerre mondiale. Elle renferme plusieurs tableaux anciens et statues en bois polychrome des XVIe, XVIIe et XVIIIe siècles, la chaire remontant au milieu du XVIIe siècle. Les vitraux modernes illustrant l’Apocalypse sont l’œuvre du maître verrier Pierre Majerus (1985) »

— Texte de la plaque commémorative apposée à droite de l'entrée de l'édifice.

### La tour
C'est entre le XIIe et le XIIIe siècle qu'est édifiée la tour en style roman supérieur. Il s'agit d'un plan carré de dimensions intérieures de 4,8 m x 4,8 m avec une épaisseur des murs de 90 cm.
L'archéologue et historien Raymond Lemaire, grâce à l'étude du type de maçonnerie et la comparaison avec d'autres tours de gabarit voisin, en date la construction entre 1125 et 1250 ce qui en fait le plus vieil édifice de la commune.
Bâtie sur un promontoire dominant la vallée de la Senne, il est vraisemblable que, lors de sa construction, elle devait servir de refuge et de moyen de protection. Une carte dressée en perspective cavalière en 1594 par l'ingénieur Mathieu Bollin montre la tour sur son promontoire avec la porte toujours du côté nord et surmontée d'une meurtrière.
Selon les époques, cette tour est surmontée ou non d'une flèche. Le livre Die Nieuwe Cronijcke van Brabandt édité en 1565 par Jan Mollijns contient une vue cavalière montrant la tour surmontée d'un flèche de charpente. Entre 1578 et 1585, l'église est ravagée à plusieurs reprises par les iconoclastes calvinistes et la tour perd sa toiture comme attesté par la carte dressée par Mathieu Bollin en 1594 et un rapport écrit en 1595 par le doyen Petrus Cammaert « anterior pars ecclesie detecta uti et turris, chorus tectus stramine » (« la partie antérieure de l'église ainsi que la tour n'ont pas de toit, le chœur est couvert de paille »). Il faut attendre 1602 pour quelle reçoive une nouvelle flèche à pavillon semblable à l'actuelle.

### L'église
C'est dans un acte de donation, daté de 1120 et passé à Bruxelles, où l'évêque de Cambrai faisant don des autels de Scarenbecca et d’Everna au chapitre de Soignies qu'apparait, pour la première fois, le nom d'Evere mais n'y affirme pas que la seigneurie possédait son propre lieu de culte. Le plus ancien texte hagiographique (Opera hagiographica) connu à propos de saint Vincent, la Vita Vincentii Madelgarii Sonegiensis (uita prima) parle de miracles accomplis par le saint dans l'église d'Evere. Cependant, assez tardif par rapport à sa mort en 677 puisqu'il date des environs de l'an 1020, le contenu de ce texte doit être pris avec précaution.
Le plus ancien texte concernant la paroisse de Saint-Vincent date de 1247 et concerne la nomination d'un certain Stephanus comme curé et le document le plus ancien concernant l'église en tant que bâtiment date de 1527 et concerne la construction d'un nouveau chœur.
Ravagée à plusieurs reprises par les iconoclastes calvinistes
entre 1578 et 1585, il faut attendre 1602 pour qu'elle reçoive, à nouveau, une toiture, que la porte nord de la tour soit murée et remplacée par l'actuelle entrée. C'est en 1705 qu'elle est réellement remise en état et, par la même occasion, agrandie par l'architecte Edige Vanden Eynde. D'une église à un seul vaisseau et avec aucune fenêtre identique, il en fait un lieu de culte constitué d'une nef à trois vaisseaux éclairée par huit fenêtres identiques de style italien et perce la tour d'une baie munie aussi d'une fenêtre de même style. C'est aussi de cette époque que datent les deux contreforts de la tour.
En 1742, le curé de l'église Saint-Vincent, n'appréciant pas que les enfants jouent entre les tombes du cimetière pendant les récréations, fait démolir l'école primaire située contre la tour et les cours sont dorénavant donnés au domicile du sacristain.

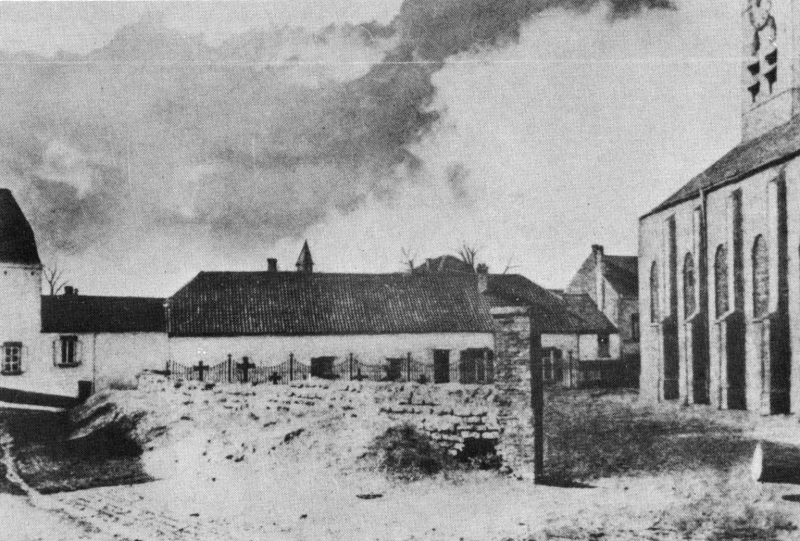
La plus ancienne photo connue d'Evere montrant le cimetière Saint-Vincent en cours de démolition

Entre 1845 et 1846, l'église est agrandie, par l'entrepreneur Charles Hendrickx de Vilvorde, par l’extension de ses collatéraux et les murs sont percés de cinq fenêtres en plein cintre. Elle est de nouveau rénovée en 1866 par l'architecte Louis Spaak qui ajoute à l'édifice deux sacristies.
En 1880, Les autorités communales acquièrent, sur l'entité communale, un terrain de 35 ares pour y établir un nouveau cimetière en remplacement de celui entourant l'église Saint-Vincent qui est démoli en 1893. Ce « nouveau » cimetière sera fermé aux nouvelles sépultures en 1992 après l'ouverture de l'actuel cimetière.
En mai 1944, les environs de l'église sont touchés par un bombardements visant la gare de Schaerbeek. Le presbytère, datant de 1724, est gravement endommagé tandis que l'église échappe aux dommages importants qui auraient dû être causé par une bombe tombée au pied du mur sud de la nef si elle avait explosé. Réparée et restaurée, l'église est solennellement rouverte et bénite le 26 mars 1950 par l'évêque auxiliaire Léon-Joseph Suenens.

## Rôle culturel et sociétal
Jusqu'en 1906, l'église Saint-Vincent est la seule paroisse d'Evere. Il faut attendre cette année pour la consécrationn de l'église Saint-Joseph et 1933 pour celle de l'église Notre-Dame Immaculée.
Jusqu'au début des années 1970 ont lieu deux processions religieuses :
- la fête de la saint Vincent, le 14 juillet[note 4], donne lieu à une procession où la Sainte Vierge et l'Enfant habillée d'un manteau et posée sur un trône doré fabriqué en 1776 est portée par les mêdekes (« filles de la Sainte Vierge ») dans les rues avoisinants l'église[Cnops 12],
- chaque jeudi de l'Ascension prend place à un pèlerinage marial, passant par l'église Saint-Vincent, à la Basilique Notre-Dame de Montaigu distante de plus de 45 kilomètres du centre d'Evere[Cnops 13].

## Patrimoine
L'église est classée au patrimoine protégé par la Région de Bruxelles-Capitale depuis le 29 mai 1997.

### Présent
Parmi les ouvrages remarquables se trouvant dans l'église, il est à noter :
- La Sainte Vierge et l'Enfant, statue en bois polychrome datée de la deuxième moitié du XVIe siècle attribuée à Thomas Hazart comme l'atteste l'étoile à six rais au dos de la statue[Cnops 14] ;
- Le Christ ressuscité, peinture à l'huile sur toile réalisée ca 1600 par Henri De Clerck comme attesté par le monogramme HDC[Cnops 15] ;
- groupe sculptural en chêne polychrome du XVIIe siècle de saint Vincent et de ses deux fils[Cnops 16]. La colombe que l'iconographie représente traditionnellement sur la main de Dentelin de Mons a disparu ;
- Madelgeer se fait moine, peinture à l'huile sur toile datant de la première moitié du XVIIe siècle et attribuée à Jean Baptiste Van Heel[Cnops 17] ;
- deux confessionnaux, l'un de style baroque daté de ca 1660 et un de style néoclassique daté de 1761, œuvre de Charles Temperman[Cnops 18] ;
- la chaire de vérité due à Mathieu Van Cortthum installée avant la fête de Pâques 1674[Cnops 19] ;
- diverses pièces d’orfèvrerie dont un ostensoir-soleil de 1725 et un ciboire de 1762[Cnops 20] ;
- un orgue de tribune, de style romantique, datant de 1872, œuvre du facteur Joseph Merklin[6]. L'instrument est composé de trois claviers à main (Grand Orgue, Positif et Récit) et d'un clavier à pied à 27 touches. Le buffet est l’œuvre du sculpteur Constant Van Opstal[Cnops 21] ;
- deux peintures murales figurant la passion et la crucifixion du Christ, peintes entre 1905 et 1906 par M. Varaart[7] ;
- quatre vitraux illustrant l’Apocalypse de l’œuvre du maître verrier Pierre Majerus en 1985[8].

### Disparu

Armoiries du chapitre de Soignies

Avant l'agrandissement de l’église en 1705, les deux fenêtres du chœur sont ornées chacune des armoiries du chapitre de Soignies. Celles-ci disparaissent lors des rénovations de 1866 et remplacées par quatre fenêtres qui, en 1905, reçoivent des vitraux réalisés par l'artisan verrier Jules Voch. Ils ont pour thème :
- la vision de saint Vincent ;
- saint Vincent et sainte Waudru distribuant leurs biens aux pauvres ;
- le sacrifice de Melchisédech ;
- la Cène.

Détruits lors du bombardement de mai 1944, ils sont remplacés au début des années 1950 par quatre vitraux reprenant les mêmes thèmes. Conçus par le peintre Louis-Charles Crespin et réalisés par l'artisan verrier Frans Crickx, ils sont toujours en place.

## Archidiocèse
Depuis 1961, la paroisse Saint-Vincent fait partie de l'unité pastorale du Kerkebeek qui fait elle-même partie du doyenné de Bruxelles Nord-Est.
- Archidiocèse de Malines-Bruxelles
  - Vicariat de Bruxelles
    - Doyenné de Bruxelles Nord-Est
      - Unité pastorale du Kerkebeek
        - Paroisse Notre-Dame Immaculée (Evere centre)
        - Paroisse Saint-Vincent (Evere nord)

L'office y est célébré chaque samedi (en néerlandais) et dimanche (en français).

## Liste des curés
- Stephanus, 1247-?
- Johannes, 1276-?
- Johannes Borremans, 1381-?
- Jan Boets, 1514-1521
- Georgius Bonnet (non résident) et Johannes Appelman (desservant), 1521-1536
- Theodoricus Vander Bist, 1536-1557
- Hieronimus Mommaerts, 1558-1594
- Petrus Cammaert, 1594-1606
- Joannes Vander Veken, 1606-1658
- Nicolaus Spallart, 1658-1669
- Cornelius Vanden Berghe, 1669-1699
- Joannes Aerts, 1699-1750
- Emmanuel Rasquin, 1571-1790
- Joseph Hody, 1790-1804
- Petrus Vanderborght, 1804-1818
- Henry Van Rosse, 1818-1842
- Joseph-Michel Tubbax, 1842-1874
- Jules Hermans, 1874-1886
- Jean De Paduwa, 1886-1906
- Denis Van Campenhout, 1906-1937
- Léo De Beukeleer, 1937-1942
- Cyriel Bronselaer, 1942-1949
- François-Bénédicte Liekens, 1949-1981
- Karel Van Deun, 1982-?
- Michel Christiaens, ?-à ce jour